# Eclissi solare del 29 agosto 1886
L'eclissi solare del 29 agosto 1886 è un evento astronomico che ha avuto luogo il suddetto giorno attorno alle ore 12.555 UTC.
La durata della fase massima dell'eclissi è stata di 6 minuti e 36 secondi e l'ombra lunare sulla superficie terrestre raggiunse una larghezza di 240 km.
L'eclissi del 29 agosto 1886 divenne la seconda eclissi solare nel 1886 e la 209ª nel XIX secolo. La precedente eclissi solare avvenne il 5 marzo 1886 , la seguente il 22 febbraio 1887.

## Eclissi correlate

### Ciclo di Saros 133
L'evento fa parte del ciclo di Saros 133, che si ripete ogni 18 anni, 11 giorni, contiene 72 eventi. La serie è iniziata con un'eclissi solare parziale il 13 luglio 1219. Contiene eclissi anulari dal 20 novembre 1435 al 13 gennaio 1526, con un'eclissi ibrida il 24 gennaio 1544. Comprende eclissi totali dal 3 febbraio 1562, fino al 21 giugno 2373. La serie termina al membro 72 con un'eclissi parziale il 5 settembre 2499. La durata più lunga della totalità è stata di 6 minuti e 49 secondi il 7 agosto 1850. Le eclissi totali di questo ciclo di Saros divengono sempre più brevi e si manifestano sempre più a sud con ogni iterazione. Tutte le eclissi di questa serie si verificano nel nodo ascendente della Luna.

## Osservazioni documentate

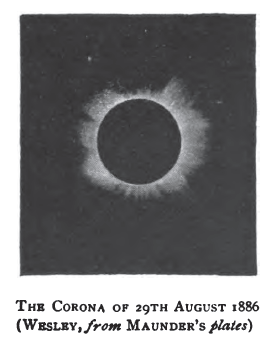
Immagine della corona ripresa dall'astronomo britannico Maunder.

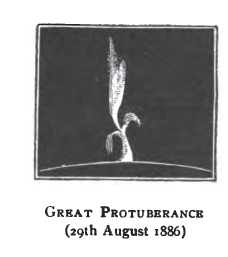
Protuberanza solare